# Pedyniwka
Pedyniwka (ukr. Пединівка) – wieś na Ukrainie, w obwodzie czerkaskim, w rejonie zwinogródzkim, w hromadzie Szewczenkowe. W 2001 liczyła 683 mieszkańców, spośród których 673 wskazało jako ojczysty język ukraiński, 7 rosyjski, a 3 inny.